# ریکاردو فلر
ریکاردو فلر (انگلیسی: Ricardo Feller؛ زادهٔ ۱ ژوئن ۲۰۰۰) راننده مسابقه‌ای اهل سوئیس است.